# Bronisław Chromy
Bronisław Chromy (n. 3 iunie 1925, Leńcze⁠(d), Gmina Kalwaria Zebrzydowska⁠(d), voievodatul Polonia Mică, Polonia – d. 4 octombrie 2017, Cracovia, Polonia) a fost un sculptor, pictor, desenator, gravor polonez și profesor la Academia de Arte Frumoase din Cracovia.
În 1956, el a obținut diploma Academiei de Arte Frumoase din Cracovia. A fost studentul lui Xawery Dunikowski.
În continuare, a devenit profesor în această academie, apoi rectorul ei.
Din 1961, a participat, în fiecare an, la expoziții artistice în diferite localități ale Poloniei. A câștigat numeroase premii naționale. A participat la numeroase întâlniri internaționale, îndeosebi în Europa.
Operele sale sunt expuse la Muzeul Național din Varșovia, precum și la Muzeul Național din Cracovia și la Muzeul Național Auschwitz-Birkenau.
Este cavaler și ofițer al Ordinului Polonia Restituta.

## Galerie de imagini (câteva opere)

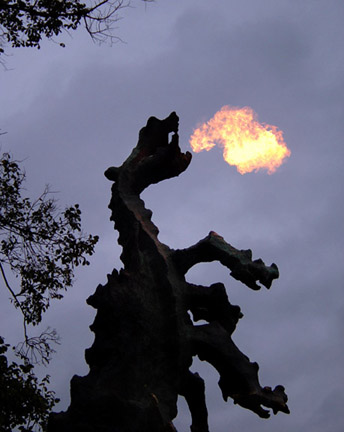
Dragonul din Wawel, Cracovia
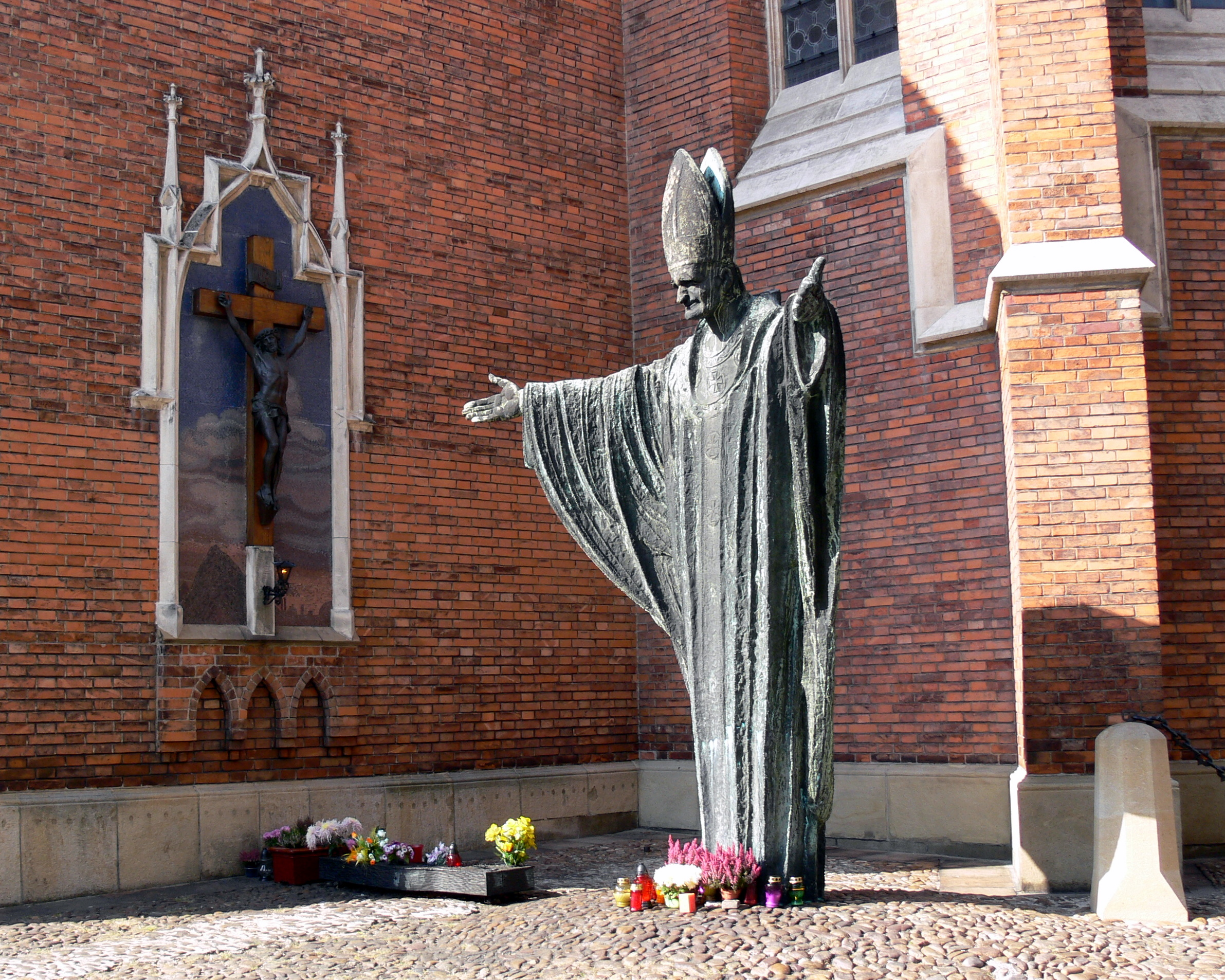
Statuia papei Ioan Paul al II-lea la Tarnów
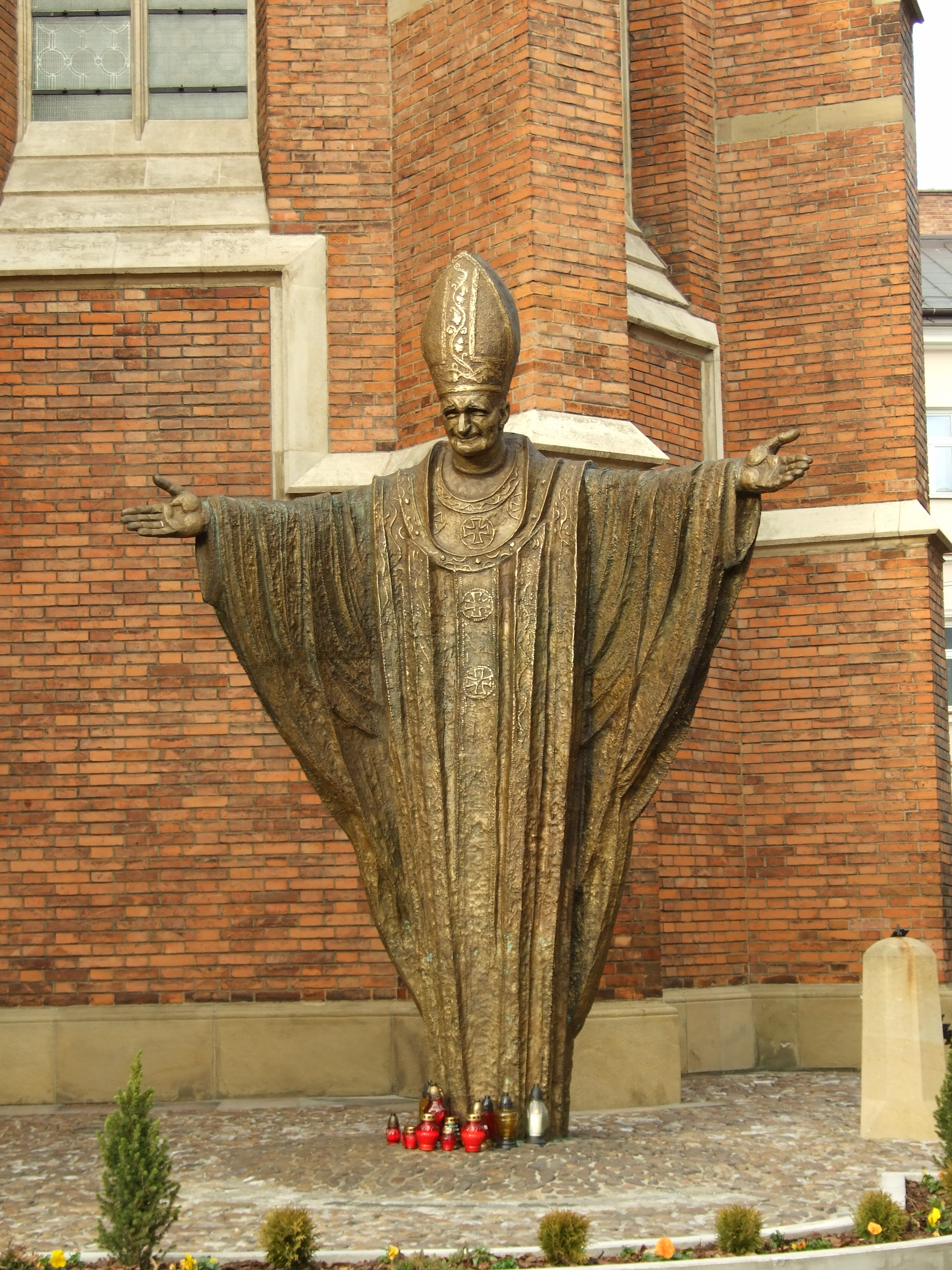
Statuia papei Ioan Paul al II-lea la Tarnów
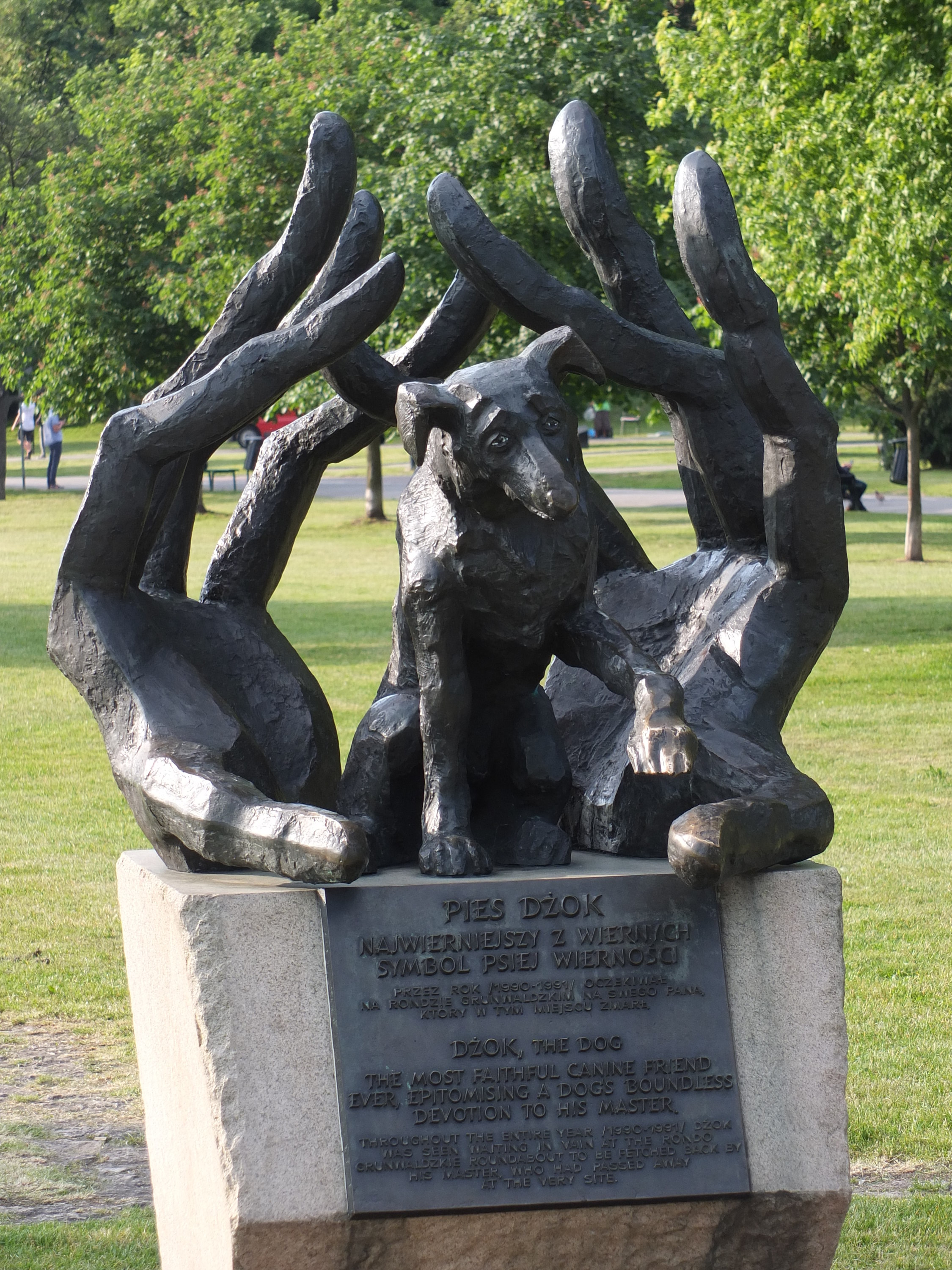
Monumentul câinelui Dżok, în Cracovia
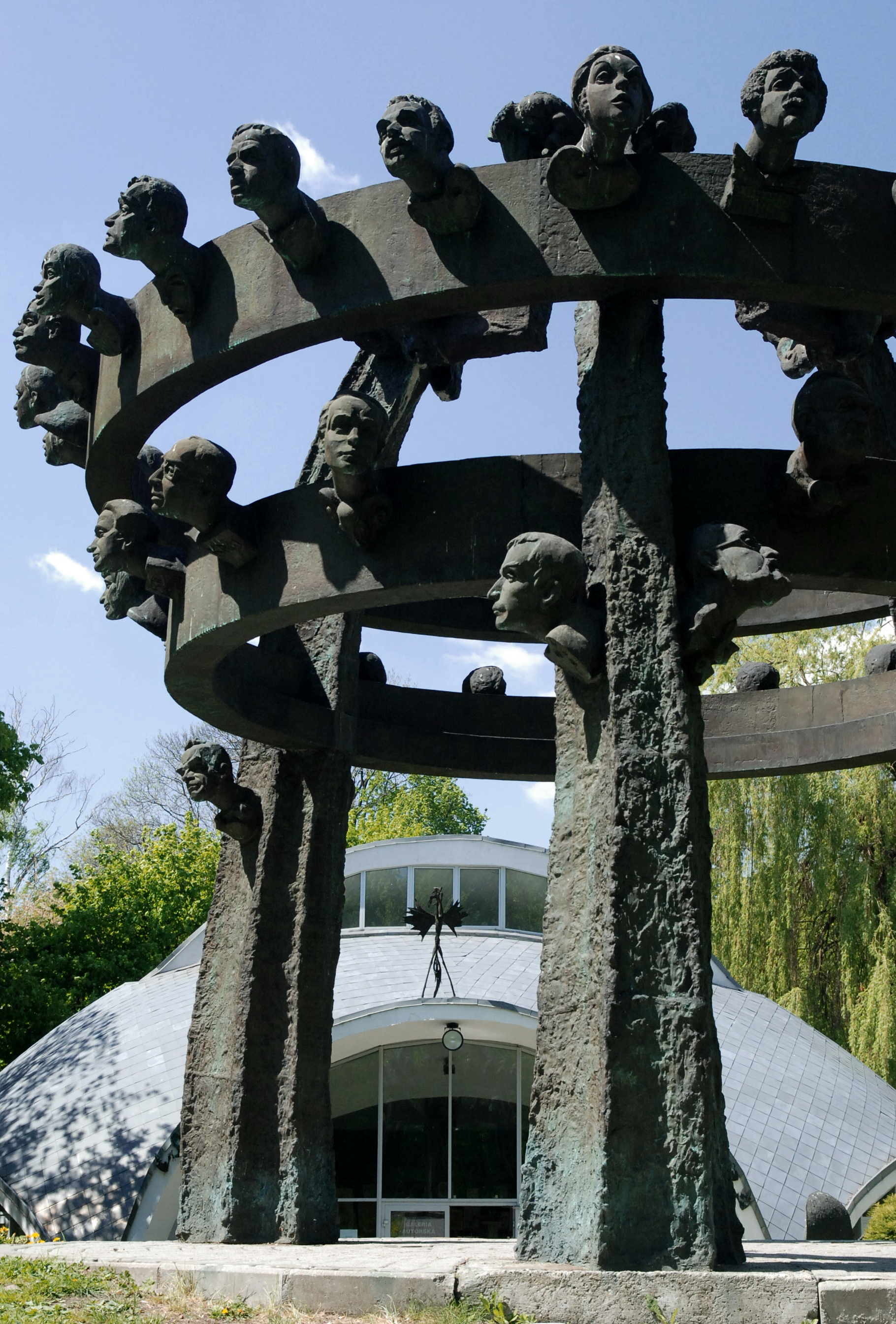
În parcul de la Villa Decius, Cracovia